# Ludwig Frank

Ludwig Frank, oljemålning av Lovis Corinth (1914)

Ludwig Frank, född 23 maj 1874 i Nonnenweier numera del av Schwanau i Baden, död 3 september 1914 vid Nossoncourt nära Lunéville (stupad i strid), var en tysk socialdemokratisk politiker.
Frank, som var av judisk börd, blev 1899 juris doktor, ägnade sig sedan 1900 åt advokatverksamhet i Mannheim och var från 1905 ledamot av Badens lantdag samt från 1907 av tyska riksdagen. Han var en av de främsta företrädarna för den revisionistiska riktningen inom den tyska socialdemokratin. Han var en av initiativtagarna till den socialdemokratiska ungdomsrörelsen i Tyskland, stiftade Förbundet av Tysklands unga arbetare och utgav rörelsens organ "Die Junge Garde". 
I syfte att främja ett närmande mellan Tyskland och Frankrike deltog han verksamt i åstadkommandet av ett tysk-franskt parlamentarikermöte i Bern 1913. I slutet av augusti 1914 gick han ut som frivillig i första världskriget, enligt egen förklaring för att i handling visa, att det socialdemokratiska partiets anslutning till regeringen vid riksdagssammanträdet den 4 augusti "ej berodde på taktiskt tvång, utan hade sin källa i ett inre behov" och att Tysklands socialdemokrater "tog sin plikt att försvara fäderneslandet på fullaste allvar". I den första strid, i vilken han deltog, stupade han för en kula i huvudet. Hans död betraktades som en symbol för den nationella enigheten i Tyskland under tiden närmast efter krigsutbrottet. Bland hans skrifter märks Die jugendlichen Arbeiter und ihre Organisation (1906).